# Веракса, Николай Евгеньевич
Никола́й Евге́ньевич Вера́кса (род. 1946, Брянск) — российский психолог, специалист по психологии дошкольного образования, доктор психологических наук, профессор, ректор Московской педагогической академии дошкольного образования, руководитель лаборатории психологии и педагогики способностей Института психолого-педагогических проблем РАО, главный редактор журнала «Современное дошкольное образование. Теория и практика", почетный профессор Гетеборгского университета.

## Биография
Обучался в МИФИ (1965—1967), МИХМ (1967—1968) и на факультете психологии МГУ (1968—1973).
В 1973—1980 годы — научный сотрудник НИИ дошкольного воспитания АПН СССР. В 1977 году защитил кандидатскую диссертацию на тему «Развитие временно-пространственных представлений у детей дошкольного возраста». В 1991 году защитил докторскую диссертацию на тему «Возникновение и развитие диалектического мышления у дошкольников».
Ученая степень доктора психологических наук присуждена Диссертационным советом Московского государственного педагогического университета по защите диссертации «Возникновение и развитие диалектического мышления у дошкольников» 13 декабря 1991.
С 1997. по настоящее время работает по совместительству в Институте развития дошкольного образования Российской Академии Образования в должности заведующего лабораторией психологии и педагогики способностей.
С 2004 по 2009 был профессором Московского государственного психолого-педагогического университета, зав. кафедрой Социальной психологии развития.
Награжден грамотами Правительства Москвы и Департамента образования г. Москвы «за многолетнюю плодотворную работу по подготовке педагогических кадров для учреждений города Москвы, достижение высоких результатов в профессиональной и научной деятельности» (2005, 2008 гг.).

## Научная деятельность
В конце 1980-х годов сформулировал концепцию структурно-диалектической психологии. Основу концепции составляет структурно-диалектический метод анализа психических явлений. Использование структурно-диалектического метода позволило разработать систему диалектического обучения дошкольников, младших школьников и позиционного обучения студентов. .
Под руководством Вераксы защищено более 30 кандидатских и 2 докторских диссертации.
Автор более 150 публикаций, в том числе ряда учебных пособий, которые опубликованы на иностранных языках, выступает на федеральных телеканалах в качестве эксперта по психологии развития, психологии мышления] и др.[уточнить]
Преподавал в МПГУ, МГПУ, МГППУ, РГГУ, а также выступает[уточнить] в университетах Великобритании, Кубы, Мексики, Малайзии, Польши, США, Чехии и других стран.
С 2003 г. является руководителем секции «Структурно-диалектическая психология развития» Московского Отделения Российского Психологического Общества. Является членом Координационного Совета Московского отделения РПО.
С 2011 года является председателем организационного комитета ежегодной международной научно-практической конференции «Воспитание и обучение детей младшего возраста»..
Сын — психолог А. Н. Веракса (род. 1983).

## Издательская деятельность
Инициатор основания журнала «Современное дошкольное образование. Теория и практика», главным редактором которого является с 2007 года.
Является членом редколлегий журналов: European Early Childhood Education Research Journal, «Вестник Московского городского педагогического университета», «Вестник Российского государственного университета. Серия „Психология“», «Северо-Восточный научный журнал».
В 2011 году разработал проект по созданию серии учебных пособий «Высшее профессиональное образование» (издательство «Мозаика-Синтез»).
С 2016 года является главным редактором научного журнала Early Childhood Education Today.

## Основные публикации
- Веракса Н. Е., Веракса А. Н. Социальная психология. Учебник для студентов учреждений высшего профессионального образования. — М.: Академия, 2011.
- Веракса Н. Е., Веракса А. Н. Мониторинг достижения ребёнком планируемых результатов освоения программы. Подготовительная к школе группа. М.: Мозаика-Синтез, 2011.
- От рождения до школы. Примерная основная общеобразовательная программа дошкольного образования / Руководители авторского коллектива — Веракса Н. Е.. Комарова Т. С. — — М: Мозаика-Синтез, 2010.
- Веракса Н. Е. Методологические основы психологии: Учебное пособие для студентов вузов. — М.: «Академия», 2008—240 с.
- Веракса Н. Е., Веракса А. Н. История возрастной психологии: детская психология: учеб. пособие для студ. высш. учеб. заведений. — М.: «Академия», 2008. — 304 с.
- Веракса Н. Е., Веракса А. Н. Проектная деятельность дошкольников. Пособие для педагогов дошкольных учреждения. — М.: Мозаика-Синтез, 2008—112 с.
- Веракса Н. Е. Диалектическое мышление — Уфа: Вагант, 2006. — 212 с.
- Веракса Н. Е. Понимаете ли вы своего ребёнка? Книга для родителей — М.: Дрофа, 2006 — 91 с.
- Веракса Н. Е. Индивидуальные особенности познавательного развития детей дошкольного возраста / Под ред. О. М. Дьяченко. — М.: ПЕР СЭ, 2003—144 с.
- Веракса Н. Е., Кондаков О. В., Кондакова Н. Н. Физика для маленьких. Пособие для воспитателей детских дошкольных учебных заведений, учителей начальной школы и любознательных родителей. — Елец: Издательство Елецкого государственного педагогического института, 1997. — 168 с.
- Veraksa N., Diachenko O. The Gifted Children: The Possibilities of the Development of Cognitive Abilities of 3-7-year-old Children. — South Bank University. London. Special Publication, 1995.
- Дьяченко О. М., Веракса Н. Е. Чего на свете не бывает? — М.: Знание, 1994—160 с.
- Чего на свете не бывает? : Занимательные игры для детей от 3 до 6 лет : Книга для воспитателей дет. сада и родителей [печатный текст] / Агаева, Елена Леонидовна, Автор; Брофман, Вера Владимировна, Автор; Булычева, Антонина Ивановна, Автор; Веракса, Николай Евгеньевич, Автор; Говорова, Р. И., Автор; Дьяченко, Ольга Михайловна, Автор; Цеханская, Л. И., Автор; Дьяченко, Ольга Михайловна, Редактор; Агаева, Елена Леонидовна, Редактор; Артемова, Л. В., Рецензент. - Москва : Просвещение, 1991. - 62, [2] с.: ил; 22 см.- 1500000 экземпляров . -ISBN 5-09-003274-2
- Веракса Н. Е., Дьяченко О. М. Ещё не поздно. М., Знание. 1991. — с.128
- Веракса Н. Е. Диалектическое мышление ребёнка и возможности его активизации// Вестник МГПУ. — 2010. — № 2. — С.46-53
- Веракса Н. Е. Диалектическое мышление и творчество // Вопросы психологии, № 4, 1990, с. 5-14
- Веракса Н. Е. К вопросу о способах регуляции поведения у детей дошкольного возраста // Вопросы психологии. 1996, № 3
- Веракса Н. Е. Концепция школы диалектического обучения / Диалектическое обучение — М.: Эврика, 2005 — с. 161—174.
- Веракса Н. Е. Личность и культура: структурно-диалектический подход (недоступная ссылка) // Перемены, 2000, № 1, с.81-107.
- Веракса Н. Е. Модель позиционного обучения студентов // Вопросы психологии, 1994. № 3, с.122-129.
- Веракса Н. Е. Научная психологическая школа «Структурно-диалектическая психология развития» на факультете социальной психологии МГППУ// Московская психологическая школа: История и современность/ Под общ. Ред. В. В. Рубцова. — М.: ПИ РАО, МГППУ, 2007.
- Веракса Н. Е. Особенности единых временно-пространственных представлений у дошкольников // Вопросы психологии, № 1976, № 2
- Веракса Н. Е. Особенности единых пространственно-временных представлений у дошкольников // Новые исследования в психологии, 1976, № 1
- Веракса Н. Е. Особенности преобразования противоречивых проблемных ситуаций дошкольниками // Вопросы психологии, 1981, № 3, С. 123—127.
- Веракса Н. Е. Предисловие к книге: Л. С. Выготский. Избранные психологические произведения. — М.: ЭКСМО-Пресс, Апрель Пресс, 2000, с. 5-12.
- Веракса Н. Е. Развитие предпосылок диалектического мышления в дошкольном возрасте // Вопросы психологии, 1987, № 4, с. С-135-139.
- Veraksa N. Development of cognitive capacities in preschool age// International Journal of Early Years Education. — 2011. — 1. — PP.79–88
- Veraksa N.E. Pensamiento dialectico y creatividad // Eclecta. Revista de Psicologia General. — Vol.5, № 11. — 2007. — P.7-14.
- Veraksa N.E. Structural approach to dialectic cognition / Psychology in Russia: State of Art. — Moscow: MSU, RPS. — P.227-239.
- Веракса Н. Е., Булычева А. И. Развитие умственной одаренности в дошкольном возрасте // Вопросы психологии, 2003, № 6 с.17-31.
- Веракса Н. Е., Варенцова Н. С.О раннем обучении и развитии детей // Психологическая наука и образование, 2005, № 2
- Веракса Н. Е., Дьяченко О. М. Способы регуляции поведения у детей дошкольного возраста // Вопросы психологии, 1996, № 3, с.14-27.
- Веракса Н. Е., Дьяченко О. М. Элементы «карнавальной культуры» в развитии ребёнка-дошкольника // Вопросы психологии, 1994, № 2, с.77-87.
- Esteban, Dolya & Veraksa Key to Learning. A neo-vygotskian program for children aged 3-7// Revista de Psicologia y Educacion. — 2011. — Volume 11. — № 2.
- Veraksa N., van Oers B. Early childhood education from a Russian perspective// International Journal of Early Years Education. — 2011. — 1. — PP.5–18.